# San Andrés la Laguna
San Andrés la Laguna är en ort i Mexiko.   Den ligger i kommunen El Bosque och delstaten Chiapas, i den sydöstra delen av landet, 700 km öster om huvudstaden Mexico City. San Andrés la Laguna ligger 1 278 meter över havet och antalet invånare är 279.
Terrängen runt San Andrés la Laguna är varierad. Runt San Andrés la Laguna är det ganska tätbefolkat, med 166 invånare per kvadratkilometer. Närmaste större samhälle är Simojovel de Allende, 19,9 km norr om San Andrés la Laguna. I omgivningarna runt San Andrés la Laguna växer i huvudsak städsegrön lövskog.